# Rifugio Boz
Das Rifugio Boz (vollständiger Name Rifugio Bruno Boz) ist eine alpine Schutzhütte der Sektion Feltre des Club Alpino Italiano (CAI). Sie liegt in der italienischen Region Venetien innerhalb der Belluneser Dolomiten, auf einer Höhe von 1718 m s.l.m. auf dem Gemeindegebiet von Cesiomaggiore. Die Hütte ist in der Regel von Mitte Juni bis Mitte September geöffnet und verfügt über 34 Schlafplätze.